# NGC 2271
NGC 2271 ist eine linsenförmige Galaxie vom Hubble-Typ E/SB0 im Sternbild Großer Hund am Südsternhimmel. Sie ist schätzungsweise 108 Millionen Lichtjahre von der Milchstraße entfernt.
Das Objekt wurde am 23. Januar 1835 von John Herschel entdeckt.